# 遊学舎でいこう!
遊学舎でいこう!（ゆうがくしゃでいこう）は、TBSラジオで放送されていたラジオ番組。2006年10月7日放送開始、2014年3月30日終了。

## 概要
TBSラジオが主催・運営するコミュニティ・サークル「遊学舎」について紹介する。毎月マンスリーゲストを招き、トークなどを行う。

## 放送時間
- 毎週日曜日 『プレシャスサンデー』内6:45 - 6:50頃の5分間（2012年6月3日 - ）
- 毎週日曜日 『プレシャスサンデー』内5:47 - 5:52頃の5分間（2010年10月10日 - 2012年5月27日）
- 毎週土曜日 5:05 - 5:20（2007年4月 - 2010年10月2日）
第四土曜のみ『TBSラジオレビュー』放送のため、5:15 - 5:20の5分間に短縮して放送。
- 毎週土曜日 17:30 - 17:45（2006年10月 - 2007年3月）

## 出演者
- 浦口直樹（初代パーソナリティ、TBSアナウンサー、2006年10月7日 - 2010年10月2日）
- 久保田智子（第2代パーソナリティ、TBSアナウンサー、2010年10月10日 - ）
- ※久保田は2013年8月からおよそ半年間ニューヨーク支局に赴任していた為、この時点で同番組を降板していたが、後任に誰が務めていたかは、調査中。